# Hřbitov v Kravařích (okres Česká Lípa)
Hřbitov v Kravařích v okrese Česká Lípa je pohřebiště v centru obce, tvořící jeden areál s farním kostelem Narození Panny Marie, hřbitovní kaplí a farou.

## Historie
První písemná zpráva o duchovní správě v Kravařích je z roku 1352, kdy zde již existoval kostel a zřejmě tedy i s ním související pohřebiště. Hřbitov byl původně farním majetkem, posléze se stal (spolu s kostelem a farou) majetkem obce Kravaře. Hřbitov je stále používán pro pohřbívání.

## Stavební podoba
Hřbitov se nachází v jednom z cípů trojúhelníkového kravařského náměstí, ze kterého na něj také vede jediná přístupová cesta hřbitovní branou. Zhruba uprostřed hřbitova stojí farní kostel, a za ním, v ose jeho presbytáře, kaple Panny Marie Pomocné, která zřejmě také (vzhledem k absenci podobné stavby zde) plnila funkci márnice. Hřbitov má půdorys mírně nepravidelného oválu. V jeho levé části (při pohledu ke hlavnímu vstupu do kostela) se v přímém sousedství fary nachází několik hrobů místních historicky významných osobností, včetně několika hrobů katolických kněží, kteří zde buď působili v duchovní správě, nebo z Kravař pocházeli. Tyto hroby byly po roce 2008 obezděny nízkou zídkou, jejíž vrchní část byla upravena jako lavičky. Novější hroby jsou v pravé části hřbitova.